# Carlo Gaddi
Carlo Gaddi (* 5. Februar 1962 in Lecco) ist ein ehemaliger italienischer Leichtgewichts-Ruderer, der zwischen 1985 und 2002 elf Weltmeisterschaftsmedaillen, davon sieben Goldmedaillen, gewann.

## Sportliche Karriere
Gaddi gewann seine erste internationale Medaille bei den Weltmeisterschaften 1985 als er mit Francesco Esposito im Leichtgewichts-Doppelzweier die Silbermedaille hinter den Franzosen Luc Crispon und Thierry Renault erkämpfte. 1986 rückte Gaddi in den italienischen Leichtgewichts-Achter, mit dem er bis 1991 fünf Weltmeistertitel gewann, lediglich 1988 war Carlo Gaddi nicht dabei, da er bei den Olympischen Spielen in Seoul mit dem Vierer ohne Steuermann ohne Gewichtsbeschränkung antrat und dort im Olympiafinale den fünften Platz belegte.
Die Siegesserie des italienischen Achters endete bei den Weltmeisterschaften 1992, als das Boot den fünften Platz belegte. Nach einer Bronzemedaille mit dem Achter 1993 wechselten Gaddi und Leonardo Pettinari 1994 in den Leichtgewichts-Zweier ohne Steuermann und gewannen hier genauso den Titel wie im Jahr darauf im Leichtgewichts-Vierer ohne Steuermann mit Andrea Re und Ivano Zasio. Bei der olympischen Premiere des Leichtgewichts-Ruderns 1996 in Atlanta trat der italienische Vierer in der Weltmeister-Besetzung an, verpasste aber den Einzug in das A-Finale und belegte in der Gesamtwertung den achten Platz. Bei den Weltmeisterschaften 1997 belegte Gaddi mit dem Vierer den vierten Platz.
1998 wechselte Gaddi mit Catello Amarante wieder in den Leichtgewichts-Zweier ohne Steuermann und belegte bei den Weltmeisterschaften den zweiten Platz hinter dem französischen Boot. 1999 saß Gaddi wieder im Vierer und erreichte bei den Weltmeisterschaften in St. Catharines den vierten Platz. Ebenfalls den vierten Platz erreichte der italienische Vierer bei den Olympischen Spielen 2000 in Sydney. 2001 ruderte Carlo Gaddi wieder im italienischen Achter, bei den Weltmeisterschaften erreichte er zum dritten Mal in Folge den vierten Platz beim Saisonhöhepunkt. Seine letzte internationale Medaille gewann Carlo Gaddi im Alter von vierzig Jahren bei den Weltmeisterschaften 2002, als er zusammen mit Franco Sancassani die Silbermedaille hinter den Überraschungsweltmeistern aus Chile erhielt.
Carlo Gaddi hatte bei einer Körpergröße von 1,86 Metern ein für Leichtgewichte typisches Wettkampfgewicht von etwa 72 Kilogramm.

## Medaillen bei Weltmeisterschaften
- WM 1985: 2. Platz im Leichtgewichts-Doppelzweier (Francesco Esposito, Carlo Gaddi)
- WM 1986: 1. Platz im Leichtgewichts-Achter (Maurizio Losi, Michele Savoia, Vittorio Torcellan, Massimo Lana, Stefano Spremberg, Carlo Gaddi, Andrea Re, Fabrizio Ravasi und Steuermann Massimo Di Deco)
- WM 1987: 1. Platz im Leichtgewichts-Achter (Maurizio Losi, Alfredo Striani, Vittorio Torcellan, Massimo Lana, Stefano Spremberg, Carlo Gaddi, Andrea Re, Fabrizio Ravasi und Steuermann Sebastiano Zanetti)
- WM 1989: 1. Platz im Leichtgewichts-Achter (Enrico Barbaranelli, Roberto Romanini, Franco Falossi, Danilo Fraquelli, Vittorio Torcellan, Carlo Gaddi, Andrea Re, Fabrizio Ravasi und Steuermann Giuseppe Lamberti)
- WM 1990: 1. Platz im Leichtgewichts-Achter (Enrico Barbaranelli, Franco Falossi, Carlo Gaddi, Fabrizio Ranieri, Fabrizio Ravasi, Andrea Re, Roberto Romanini, Alfredo Striani und Steuermann Giuseppe Lamberti)
- WM 1991: 1. Platz im Leichtgewichts-Achter (Enrico Barbaranelli, Domenico Cantoni, Carlo Gaddi, Pasquale Marigliano, Fabrizio Ranieri, Fabrizio Ravasi, Andrea Re, Roberto Romanini und Steuermann Gaetano Iannuzzi)
- WM 1993: 3. Platz im Leichtgewichts-Achter (Enrico Barbaranelli, Carlo Gaddi, Carlo Grande, Pasquale Marigliano, Leonardo Pettinari, Paolo Ramoni, Fabrizio Ranieri, Andrea Re und Steuermann Gaetano Iannuzzi)
- WM 1994: 1. Platz im Leichtgewichts-Zweier ohne Steuermann (Leonardo Pettinari, Carlo Gaddi)
- WM 1995: 1. Platz im Leichtgewichts-Vierer ohne Steuermann (Carlo Gaddi, Leonardo Pettinari, Andrea Re, Ivano Zasio)
- WM 1998: 2. Platz im Leichtgewichts-Zweier ohne Steuermann (Catello Amarante, Carlo Gaddi)
- WM 2002: 2. Platz im Leichtgewichts-Zweier ohne Steuermann (Franco Sancassani, Carlo Gaddi)